# DISCOVERY (DIVAの曲)
「DISCOVERY」（ディスカバリー）は、日本の女性ダンスボーカルユニット・DIVAの楽曲。楽曲のプロデュースは、小室哲哉が担当している。2014年10月8日にユニットの4作目のシングルとしてavex traxから発売。
キャッチコピーは、「愛は大きな可能性を発見させてくれる。」
楽曲のシングルCDは、3種の通常盤（それぞれTYPE-A、B、Cと区別されている）、サイト「mu-moショップ」限定で販売される劇場盤仕様のTYPE-Dの計4種類がリリースされる。3種の通常盤にはそれぞれ収録内容の異なるDVDが付属している。CDの収録曲およびジャケットは4種類それぞれで異なっている。特典として、3種の通常盤の初回生産分には4thシングル発売記念イベント参加券、劇場盤には「劇場盤発売記念握手会」参加券および生写真（全10種のうちランダムで1種）が封入されている。

## 背景とリリース
2014年8月13日に放送された『AKB48のオールナイトニッポン』にて、解散を発表されており、本楽曲は、シングル作品としては、最後になる。
AKB48グループ初の、全曲小室プロデュース作品であるほか、カバー曲も含め作詞･作曲も全曲小室によるものである。
Type-Cに収録のカップリング曲「WOW WAR TONIGHT〜時には起こせよムーヴメント〜」は、2014年3月14日からUULAで、先行限定配信されていた。

## イベント
開催されるイベントは、2種類。
TYPE-A、B、Cに封入されている11月30日開催予定の『解散ライブ』。（シングルに封入されている参加券は、アルバム『DIVA』と連動しており、単体では使用不可。）
TYPE-Dに封入されている、11月30日開催予定の握手会。

## シングル収録トラック

### 通常盤TYPE-A
| 全作詞・作曲: 小室哲哉。 |                                      |           |            |          |      |
| #                        | タイトル                             | 作詞      | 作曲・編曲 | 編曲     | 時間 |
| 1.                       | 「DISCOVERY」                        | 小室哲哉  | 小室哲哉   | 小室哲哉 | 5:02 |
| 2.                       | 「Believe in myself」                | 小室哲哉  | 小室哲哉   | ats-     | 4:54 |
| 3.                       | 「DISCOVERY (Instrumental)」         | 小室哲哉  | 小室哲哉   |          | 5:02 |
| 4.                       | 「Believe in myself (Instrumental)」 | 小室哲哉  | 小室哲哉   |          | 4:53 |
| 合計時間:                | 合計時間:                            | 合計時間: | 19:53      |          |      |

| #  | タイトル                                                        | 作詞 | 作曲・編曲 |
| -- | --------------------------------------------------------------- | ---- | ---------- |
| 1. | 「DISCOVERY (Music Video)」                                     |      |            |
| 2. | 「WOW WAR TONIGHT〜時には起こせよムーヴメント〜 (Music Video)」 |      |            |

### 通常盤TYPE-B
| 全作詞・作曲: 小室哲哉。 |                              |           |            |          |      |
| #                        | タイトル                     | 作詞      | 作曲・編曲 | 編曲     | 時間 |
| 1.                       | 「DISCOVERY」                | 小室哲哉  | 小室哲哉   | 小室哲哉 | 5:02 |
| 2.                       | 「Surrender」                | 小室哲哉  | 小室哲哉   | 渡辺徹   | 3:55 |
| 3.                       | 「DISCOVERY (Instrumental)」 | 小室哲哉  | 小室哲哉   |          | 5:02 |
| 4.                       | 「Surrender (Instrumental)」 | 小室哲哉  | 小室哲哉   |          | 3:53 |
| 合計時間:                | 合計時間:                    | 合計時間: | 17:53      |          |      |

| #  | タイトル                    | 作詞 | 作曲・編曲 |
| -- | --------------------------- | ---- | ---------- |
| 1. | 「DISCOVERY (Music Video)」 |      |            |
| 2. | 「Making of DISCOVERY」     |      |            |

### 通常盤TYPE-C
| 全作詞・作曲: 小室哲哉。 |                                                                  |           |            |          |      |
| #                        | タイトル                                                         | 作詞      | 作曲・編曲 | 編曲     | 時間 |
| 1.                       | 「DISCOVERY」                                                    | 小室哲哉  | 小室哲哉   | 小室哲哉 | 5:02 |
| 2.                       | 「WOW WAR TONIGHT〜時には起こせよムーヴメント〜」                | 小室哲哉  | 小室哲哉   | JUNKOO   | 5:30 |
| 3.                       | 「DISCOVERY (Instrumental)」                                     | 小室哲哉  | 小室哲哉   |          | 5:02 |
| 4.                       | 「WOW WAR TONIGHT〜時には起こせよムーヴメント〜 (Instrumental)」 | 小室哲哉  | 小室哲哉   |          | 5:27 |
| 合計時間:                | 合計時間:                                                        | 合計時間: | 21:01      |          |      |

| #  | タイトル                    | 作詞 | 作曲・編曲 |
| -- | --------------------------- | ---- | ---------- |
| 1. | 「DISCOVERY (Music Video)」 |      |            |
| 2. | 「The way of DIVA」         |      |            |

### 劇場盤TYPE-D
| 全作詞・作曲: 小室哲哉。 |                                                   |           |            |          |      |
| #                        | タイトル                                          | 作詞      | 作曲・編曲 | 編曲     | 時間 |
| 1.                       | 「DISCOVERY」                                     | 小室哲哉  | 小室哲哉   | 小室哲哉 | 5:02 |
| 2.                       | 「Believe in myself」                             | 小室哲哉  | 小室哲哉   | ats-     | 4:54 |
| 3.                       | 「Surrender」                                     | 小室哲哉  | 小室哲哉   | 渡辺徹   | 3:55 |
| 4.                       | 「WOW WAR TONIGHT〜時には起こせよムーヴメント〜」 | 小室哲哉  | 小室哲哉   | JUNKOO   | 5:30 |
| 合計時間:                | 合計時間:                                         | 合計時間: | 19:21      |          |      |